# Robert Hondermarcq
Robert Hondermarcq (Horrues, 19 oktober 1946) is een Belgisch voormalig politicus van de MR en volksvertegenwoordiger.

## Levensloop
Hondermarcq werd beroepshalve landbouwer en dierenarts. Ook was hij voorzitter van de Syndicale Unie van Belgische Dierenartsen.
Voor de PRL werd hij van 1990 tot 2006 gemeenteraadslid en van 1999 tot 2006 schepen van Zinnik.
Tevens zetelde hij van 2001 tot 2003 in de Kamer van volksvertegenwoordigers als opvolger van Jean-Paul Moerman. In 2004 kwam hij voor korte tijd terug in de Kamer als vervanger van Olivier Chastel. Hij hield er zich vooral bezig met volksgezondheid, leefmilieu, maatschappelijke vernieuwing, infrastructuur, verkeer, overheidsbedrijven en sociale zaken.